# فلورانسیا موتیو
فلورانسیا موتیو (انگلیسی: Florencia Mutio؛ زادهٔ ۲۰ نوامبر ۱۹۸۴) بازیکن هاکی روی چمن اهل آرژانتین است.
در بازی‌های المپیک تابستانی ۲۰۱۲، او برای تیم هاکی روی چمن آرژانتین شرکت کرد که در آنجا این تیم به مدال نقره دست یافت. فلورنسیا همچنین یک قهرمان قهرمان، مدال برنز در جام جهانی ۲۰۱۴ و دو جام پان آمریکا را به دست آورد.